# 何浩鹏
何浩鹏（1968年10月9日—），广东节目主持人、制作人，与郑达、陈扬、林颐并称为广东广播界的“四大名嘴”。

## 经历
何浩鹏出生于广州，父母是粤剧演员，从小跟外婆在广州荔湾长大，中学时期曾一度想追随父母报考粤剧学校，但在父母反对下作罢，后就读于暨南大学文学院的外语系。因失恋辍学到佛山大学寄读，通过招考进入佛山电台，1992年9月开始主持首个节目《黄昏的声音》，与谭婉清搭档主持的节目《谭何容易》更大受欢迎，两人更分别在广东电台、广州电台搭档主持多个节目，同时也历任省内多家电台的策划总监、节目监制。
2007年8月，因主持广东公共频道综艺节目《五年级插班生》为广东观众熟知。2010年，参演电视剧《吉星高照》，饰演“吴县长”一角，又加入广东台两大自制剧《七十二家房客》和《外来媳妇本地郎》剧组，分别饰演“卓南”、“唐连偶”。
2019年，在广东珠江频道真人秀节目《理想的生活》中坦言患有舌癌，需离开节目接受手术。
2021年9月25日起，在广东珠江频道民生新闻节目《今日关注》担任嘉宾主播。

## 影视作品
- 《吉星高照》饰 吴县长
- 《七十二家房客》饰 卓南
- 《外来媳妇本地郎》饰 唐连偶
- 《不再说分手》饰 飞云